# Roy Winsor
Pour les articles homonymes, voir Winsor.
Roy Winsor, né le 13 avril 1912 à Chicago et mort le 31 mai 1987, est un scénariste, un producteur et un auteur de roman policier américain.

## Biographie
Après des études au Harvard College, il s'installe à Minneapolis puis à Chicago où il supervise plusieurs feuilletons radiophoniques pour la NBC.
À la suite du déclin de la radio au profit de la télévision, il part à New York travailler dans une agence publicitaire. Mais il n'oublie pas son premier métier. Il imagine d'abord un soap opera, intitulé C'est déjà demain (Search for Tomorrow), avec Agnes Nixon, puis signe seul la même année un second qui a pour titre Love of Life (en). Ces séries connaissent un beau succès commercial et une belle longévité : elles durent respectivement jusqu'en 1982 et 1981.
Il quitte le métier de publicitaire en 1955 et monte sa propre agence de production. Il produit plusieurs émissions et épisodes de séries pour la télévision. Il est également à l'origine des séries Ben Jerrod (en) et Somerset.
Il prend sa retraite en 1969. Il reste consultant pour la NBC et s'essaie à l'écriture de romans. En 1975 et 1976, il publie ainsi trois récits policiers, dont deux sont traduits en France dans la collection Le Masque en 1977. Il obtient le Prix Edgar-Allan-Poe 1975 de la meilleure parution en livre de poche pour Le Mort qui marche (The Corpse That Walked).
En 1981, il revient avec le soap-opera Another Life qui dure le temps de quatre saisons.
Il décède à New York en 1987 à l'âge de 75 ans d'une crise cardiaque.

## Œuvre

### Romans
- The Corpse That Walked (1975) Publié en français sous le titre Le Mort qui marche, traduction d'Alain Garsault, Paris, Librairie des Champs-Élysées, Le Masque no 1505, 1977, réédition, Paris, Librairie des Champs-Élysées, Le Club des Masques no 473, 1982.
- Always Lock Your Bedroom Door (1976)
- Three Motives for Murder (1976) Publié en français sous le titre Trois mobiles pour un meurtre, traduction d'Henry Fagne, Paris, Librairie des Champs-Élysées, Le Masque no 1490, 1977, réédition, Paris, Librairie des Champs-Élysées, Le Club des Masques no 491, 1982.

## Filmographie

### Comme scénariste
- 1951-1982 : C'est déjà demain (Search for Tomorrow)
- 1951-1981 : Love of Life (en)
- 1952 : Sky King : un épisode
- 1957 : Hotel Cosmopolitan
- 1963 : Ben Jerrod (en)
- 1970-1974 : Somerset
- 1981-1984 : Another Life

### Comme producteur
- 1954 : The Secret Storm (en)

## Prix et distinctions notables
- Prix Edgar-Allan-Poe 1975 de la meilleure parution en livre de poche pour The Corpse That Walked.